# Стерлітамацький район
Стерлітама́цький район — муніципальний район у складі Башкортостану, Росія. Площа району — 2227 км².
Земельний фонд — 222,7 тис. га, сільгоспугідь — 168,7 тис. га. Районний центр — місто Стерлітамак.
Район перетинають залізниця Уфа-Оренбург і 4 автомобільних дороги республіканського значення Уфа-Оренбург, Раєвський-Стерлітамак-Бєлорєцьк, Стерлітамак-Стерлібашево, Стерлітамак — Федоровка. Територія розташована на стику степу і передгір'їв Південного Уралу. Тут протікають річки Біла, Ашкадар, Куганак, Стерля, Уршак. У заплавах річок зростають вільхові ліси з домішками дубу, липи і в'язи. Лісистість території району становить 5,1 %. Поширені чорноземи вилужені і типові, темно-сірі слабоопідзолені ґрунти.
На правому березі Білої недалеко один від одного розташовано 4 високих шихани: Юрактау, Куштау, Шахтау та Торатау. Всі ці гори складають не лише мальовничу панораму, але й цінну промислову сировину. Шихани містять у собі незліченні поклади вапняку. Є родовища нафти (Уразметівське), харчової солі («Катенка»), вапняку (Шахтауське, Тратауське), цементної глини (Стерлітамацьке, Мічурінське), гіпсу (Селеуцьке), глини тугоплавкої (Талалаївське), глини для черепиці (Східно-Куганацьке), глини керамзитової (Михайлівське, Підлісненське), цегельної сировини (Байрацьке, Куганацьке, Аллагуватське), піщано-гравійної суміші (Красноярське, Катенінське, Кантюківське тощо), агрономічних руд (Казанкінське, Константино-Александрівське, Талалаївське).

## Історія
1781 року Оренбурзька губернія за наказом Катерини II «Про заснування Уфимського намісництва і двох областей — Уфимської і Оренбурзької, й про поділ їх на повіти» була перейменована в Уфимське намісництво, яке поділялося на Уфимську й Оренбурзьку області. До Уфімської області увійшло 8 повітів, у тому числі Стерлітамацький. В наказі пояснювалося, що «передмістя і селища, за ім'ям яких названі повіти, перейменувати повітовими містами». Таким чином, 23 грудня 1781 року Стерлітамацька солевізна пристань стала повітовим містом. 1796 року за наказом Павла I Уфимське намісництво було перейменовано назад в Оренбурзьку губернію. Стерлітамак стає повітовим містом Оренбурзької губернії.
20 березня 1919 року при утворенні Башкирської АРСР в неї увійшла і частина Стерлітамацького повіту. Подальшими постановами президії ВЦВК від 22 серпня 1920 року Стерлітамак включається до складу БАРСР, а також приєднуються ті, які залишилися не включеними 16 волостей колишнього Стерлітамацького повіту. Пізніше постановою президії ВЦВК 14 червня 1922 року колишня Уфимська губернія скасовується і приєднується до БАРСР. З цього дня територія республіки оформлюється і адміністративно ділиться на 8 кантонів, усередині яких існував волосний поділ. До 1930 року територія Стерлітамацького району входила до складу Стерлітамацького кантону, який складався з 17 волостей і міста Стерлітамака. На підставі постанови президії ВЦВК від 20 серпня 1930 року в Башкирській АРСР було утворено 48 районів, у тому числі і Стерлітамацький. У нову адміністративно-територіальну одиницю увійшли населені пункти Ашкадарської, Услинської, деякі населені пункти Уршакмінської волостей.
На 1 січня 1930 року район мав площу території 2 303 км², 1 міську і 26 сільських рад із загальною чисельністю населення 95 952 особи, з яких в сільській місцевості мешкало 69 068 осіб. Тоді ж почалася масова колективізація селянських господарств. Утворилися колгоспи «Байрак», «Кизил маяк», «Чулпан», «Чунгур» та інші. Колективізації піддалися 80 % бідняцьких господарств, з'явилася перша МТС. 1932 року був створений Стерлітамацький зернорадгосп, який спільно з МТС став опорною базою розвитку колгоспів у районі. В ті роки МТС мала 36 тракторів, 9 комбайнів і обслуговувала 19 колгоспів із загальною посівною площею в 33 010 га. 1933 року 13 847 селянських родин працювали в 108 колгоспах.
Важкі випробування принесла Друга світова війна. 60 тракторів ЧТЗ, 90 автомобілів, 5 000 коней поставив район фронту. 13,5 тис. осіб із Стерлітамацького району воювало на фронтах. За роки війни колгоспи і радгоспи району щорічно виконували державні плани м'ясопоставок, відправляли для Червоної Армії понад план тисячі пудів високоякісного м'яса, сотні пудів меду, масла, овочів й інших продуктів. План хлібоздачі виконувався на 110—119 %. Особливо вирізнився колектив Північного відділення Стерлітамацького зернорадгоспу, на ім'я якого прийшла вдячна телеграма Верховного головкомандувача.

## Економіка району

### Сільське господарство
Сільське господарство орієнтоване на виробництво зерна і тваринницької продукції. Воно представлене 49 підприємствами — це 22 сільськогосподарських виробничих кооперативів, ГУСП «Радгосп Рощинський», Дослідно-виробниче господарство «Стерлітамацьке», СПО «Стерлітамацький сільськогосподарський технікум», МУП «Райсільгоспхімія», ГУСГП «Плодорадгосп Стерлітамацький», ЗАТ «Стерлітамацький свинокомплекс», 21 селянське фермерське господарство, 3 підсобних господарства. Вирощуються зернові і зернобобові культури, соняшник, картопля, овочі у відкритому і закритому ґрунтах, цукровий буряк. Найрозвиненіші основні галузі тваринництва — молочно-м'ясне скотарство, свинарство, птахівництво. Площа сільськогосподарських угідь становить 190 тис. га, площа ріллі — 129,7 тис. га. Валовий збір зернових і зернобобових культур (після доопрацювання) 2005 року становив 164,8 тис. тонн, врожайність в середньому по району склала 25,0 ц/га. Обсяг виробництва м'яса худоби і птиці 2005 року у сільськогосподарських підприємствах становив 12,7 тис. тонн., до рівня 2004 року зростання обсягу виробництва склало 117,1 %.
За великий внесок у розвиток сільського господарства республіки і за підсумками змагання в агропромисловому комплексі Стерлітамацький район у 2000—2005 роках нагороджувався Дипломами першого ступеня. Всі ці досягнення в рослинництві стали можливі завдяки впровадженню у районі ґрунтозахисної енергозберігаючої технології з мінімальної обробки ґрунту і поліпшенню культури агротехніки оброблення сільгоспкультур. Ця технологія (відмова від плугової обробки землі і використання плоскорізів; посіви стерньовими сівалками) сприяє збереженню і зростанню родючості ґрунту, дозволяє стабільно збільшувати виробництво сільськогосподарської продукції. Цілеспрямовано в районі проводиться робота з сортооновлення зернових культур. Велика увага у районі приділяється тваринництву. Певна робота проводиться по зміцненню кормової бази. З цією метою в господарствах поряд з використанням при годуванні тварин силосу ось вже декілька років закладається сінаж з багатокомпонентних високобілкових однорічних бобових культур (вика, горох, буркун в суміші із зерновими культурами вівса і ячменю).

### Промисловість
Промисловість району представлена 9 підприємствами: виробництво харчових продуктів — ПОБ харчокомбінат; виробництво взуття — МУП «Стерлітамацьке районне пімокатне виробництво»; видавнича діяльність — газета «Сельская новь»; виробництво неметалевих мінеральних продуктів — ТОВ «Стерлітамацький завод нафтоспецматеріалів» (виробляє залізобетонні і бетонні вироби, глинопорошок), ГУП УЧ СВК-1, ТОВ «Куганак Керама»; виробництвом машин і устаткування, ремонтом тракторів, тракторних двигунів, виготовленням запчастин займається ТОВ «Сільгосптехніка», ВАТ «Агротехсервіс», ГУП РОЗУМ «Стерлітамацьке». За 2005 рік індекс фізичного обсягу до рівня 2004 року становив 104,1 %. Всі працюючі промислові підприємства забезпечили зростання у порівнянні з аналогічним періодом попереднього року. 2005 року почав роботу ТОВ «Куганак-керама», який виробляє керамічну цеглу.

### Будівництво
У районі діє 4 підрядних і субпідрядних організації, в тому числі Стерлітамацьке дорожньо-ремонтне будівельне управління ГУП «Башкиравтодор», ПМК-2 АТ «Башсільбуд», ГУП «Башмеліоводгосп», ТОВ «Ресурсенерго». 2005 року введено в експлуатацію понад 24000 м² житла, або 213 квартир. Все житло побудоване індивідуальними забудовниками. У селі Рощинський введений водопровід протяжністю 3,3 км, на що витрачено 4 500 тис. рублів. Введено в експлуатацію 11,5 км газопроводу, 1 км електромереж, 20 км телефонного зв'язку. Асфальтовано 5,6 км сільських вулиць, виконаний ремонт і реконструкція 13,9 км автомобільних доріг. Введені в експлуатацію торговельний центр в селі Отрадівка, магазин ТПС в селі Заміське, магазин «Автозапчастина» в селі Великий Куганак, завершується будівництво кемпінгу на трасі Уфа-Оренбург.

### Торгівля
У районі діють 110 підприємств, які займаються торгівлею: Стерлітамацьке райпо — 83 магазини, ВАТ «Агротехсервіс» — 2 магазини, ГУСП «Радгосп Рощинський» — 1 магазин, ТОВ «Весна» — 1 магазин, приватні підприємці — 23 магазинів. Окрім цього на території району функціонують 47 кіосків приватних підприємців. Окрім цього в районі функціонують 15 підприємств громадського харчування, з них 7 кафе, 2 їдальні, 5 закусочних, 1 бістро. Ведеться будівництво торговельного комплексу в селі Заміське, магазина товарів повсякденного вжитку в селі Наумівка, відкриття придорожнього комплексу села Рощинське. У районі діє споживче товариство «Стерлітамацьке заготівельно-виробниче об'єднання Башпотребспілки», споживче товариство «Стерлітамацька міжрайонна торговельна база Башпотребспілки». За останні роки споживчі товариства району займають почесні місця в змаганнях серед підприємств Башпотребспілки і Центроспілки.

### Послуги
Обсяг реалізації платних послуг населенню 2005 року становив 186,7 млн рублів, зростання до рівня 2004 року в порівняльній оцінці становив 103,8 %. З розрахунку на душу населення надано платних послуг на суму 4 924 рублів. Основну частку в обсязі платних послуг займають послуги житлово-комунального господарства, оплата транспортних послуг, послуг зв'язку, медичних послуг і послуг освітніх установ.

### Підприємництво
У районі діє муніципальна програма підтримки малого підприємництва. На території Стерлітамацького району налічується 490 суб'єктів малого підприємництва, у тому числі 85 малих підприємств і 405 індивідуальних підприємців. Протягом 2005 року зареєстровано 24 нових комерційних підприємства і 92 індивідуальних підприємця, що дозволило отримати до бюджету району додатково податків на суму 800 тис. рублів. У суб'єктах малого підприємництва працює 900 осіб. Доля зайнятих в малому підприємництві в загальній чисельності зайнятих в економіці району — 6,6 %. Від суб'єктів малого підприємництва до районного бюджету 2005 року поступило 6,2 млн рублів, що становить 3,8 % від обсягу власних доходів районного бюджету.

## Освіта
У районі 56 шкіл, у тому числі 30 середніх, 27 дитячих садів, 3 установи додаткової освіти і дитячий будинок. У районі відкритий реабілітаційний центр для дітей і підлітків з обмеженими можливостями. Також діють дитяча школа мистецтв, 2 дитячі музичні школи, дитяча юнацька спортивна школа, станція юних техніків, центр дитячої естетичної творчості. Щороку влітку приймає дітей оздоровчий табір «Колос». Знання декількох мов завжди говорить про культуру і письменність людини, тому в районі ставиться завдання вдосконалення системи навчання рідними мовами. У районі сформована одна з найрозвиненіших систем навчання рідними мовами: — ведеться навчання 6 рідних мов. Функціонують 10 національних шкіл, 5 національних дитячих садків, у 19 російськомовних школах вивчають башкирську мову, в 8 школах — татарську, а також чуваську, українську і мордовську мови. На території району розташований Стерлітамацький сільськогосподарський технікум, де навчається 1 286 студентів у 6 відділеннях і професійне училище у селі Первомайському, у якому навчається 190 осіб. Адміністрація Стерлітамацького району і педагоги бачать головну мету для себе в тому, щоб зробити школу освітнім, культурним і виховним центром. Так, школа села Нове Барятіно визнана найкрасивішою школою Росії, а школа села Мебельний — нагороджена званням «Школа століття» (2000).

## Охорона здоров'я
Охороні мешканців району служить районна поліклініка, 7 дільничних лікарень, одна амбулаторія і 52 фельдшерських пункти. Відкрили районну станцію швидкої допомоги. Працюють районна аптека і центр санепідемнагляду. У районі діє реабілітаційний центр для підлітків з обмеженими можливостями. За 2005 рік пройшло 13 заїздів, з них 3 республіканських. Лікувалося 367 дітей, у тому числі 266 з району, 101 з інших міст і районів республіки.

## Культура
У районі функціонують 53 будинки культури і сільських клубів, кіномережа, 37 бібліотек з книжковим фондом 760 тисяч томів. У кожному СБК створені агітаційно-художні бригади, які регулярно виїжджають до працівників полів і ферм з концертними програмами безпосередньо на робочі місця: польові стани і ферми, на струму і в ремонтні майстерні. За останні роки значно покращувана матеріально-технічна база установ культури: проведені поточні ремонти у всіх СБК, придбані нові сценічні костюми, музичні інструменти і апаратура. Колективи художньої самодіяльності є постійними учасниками різних фестивалів, конкурсів, що проводяться в республіці, стають їх лауреатами. 8 колективів мають звання «народний», два — «зразковий». На базі клубних установ активізована робота по розвитку художньої самодіяльної творчості, відродженню найкращих національних традицій, проведенню самих різних змагань і конкурсів. Традиційним стало свято «Бабусина скринька». До дітей, та й дорослих, в розважально-ігровій наочній формі доносять життєві цінності людей старшого покоління різних національностей, різних культур. Проводяться щорічні конкурси юних виконавців військово-патріотичної пісні. У останньому, наприклад, взяли участь учні 22 шкіл при взаємодії з сільськими будинками культури (села Золотоношка, Покровка, Рощинське, Верхні Усли, Талалаєвка, Рязановка, Ніколаєвка) і установами додаткової освіти по розвитку творчих здібностей дітей (села Тюрюшля, Васильєвка, Отрадовка, Новофедоровське, Рощинське).

### ЗМІ
У районі видається газета «Сельская новь» російською та татарською мовами. Загальний наклад газети становить близько 6 тисяч примірників.

### Релігія
Діють 5 мечетей та 6 православних церков.

## Персоналії
Пам'ятають на стерлітамацькій землі учасника башкирських повстань 1730-их років Аюсу. Військову мужність повною мірою продемонстрував в ході війни 1812 року Кахим Мурдашов (1778–1814), про якого народ склав пісню «Кахим-турівши» і передає з покоління в покоління історію і славу хороброго сина рідного краю. Стерлітамацькая земля дала республіці, всій країні і світу таких видних письменників, як І. Є. Філоненко, Р. В. Паль, І. Н. Насирі, М. К. Агліуллін, Данилов-Чалдун Максим Миколайович, вчених Л. А. Алексєєв, А. Г. Вахітов, А. І. Каяшев, М. Б. Мусакаєв, Р. З. Янгузін, діячів культури і військовоначальників Ю. Я. Насиров, А. В. Смакова, Іван Герасимов, Б. С. Зулькарнаєв, А. В. Моїсеєнко, І. І. Щербіна. А також: Ішмуратов Мінніраїс Мінігалійович, Біккінін Тімірхан Сабітович, Самородов Володимир Миколайович, Азнаєв Вельмир Хайбрахманович, Шагієв Хайдар Хзирович, Багаутдінов Раїс Губайдуллович, Машкін Федір Михайлович, Хісматуллін Гаріф'ян Рахім'янович, Мусакаєв Мідхат Біктимірович, Абдрафіков Анвар Равілович, Амеров Фаніс Садикович.
В селі Ново-Іванівка народився Трошин Олексій Васильович — Герой Радянського Союзу.

## Населення
Населення району становить 43337 осіб (2019, 40325 у 2010, 37699 у 2002).
На 1 січня 2006 року населення району становило 37 917 осіб. Трудові ресурси району — 17 150 осіб. Чисельність економічно активного населення становить 13,3 тисяч осіб. В основних галузях економіки зайнято: у сільському господарстві — 6 164 осіб, у промисловості — 980 осіб, у будівництві — 329 осіб, освіті — 2 092 осіб, охороні здоров'я — 690 осіб, культурі — 343 осіб, торгівлі і громадському харчуванні — 754 осіб, підприємництві — 900 осіб. У порівнянні з 2004 роком на 288 збільшилося число шлюбів, 2005 року зареєстровано 835 шлюбів. Число розлучень 2005 року збільшилося на 31 і становить 117. 2005 року в районі народилося 358 дітей, померло 550 осіб. Число офіційно зареєстрованих безробітних станом на 1 січня 2006 року становить 150 осіб, рівень безробіття — 1,08 %.
Тут мешкають представники різних національностей. Переважають росіяни (34,2 %), живуть також башкири (21,6 %), татари (21,6 %), чуваші (13,8 %), українці (3,7 %) та мордва (2,6 %).

## Адміністративно-територіальний поділ
На території району 20 сільських поселень, які називаються сільськими радами:
| Поселення                           | Площа, км² | Населення, осіб (2002) | Населення, осіб (2010) | Населення, осіб (2019) | Центр               | Населені пункти |
| ----------------------------------- | ---------- | ---------------------- | ---------------------- | ---------------------- | ------------------- | --------------- |
| Айгулевська сільська рада           | 73,32      | 873                    | 936                    | 741                    | Айгулево            | 2               |
| Алатанинська сільська рада          | 39,63      | 1953                   | 2089                   | 1852                   | Алатана             | 6               |
| Ашкадарська сільська рада           | 65,67      | 633                    | 626                    | 492                    | Новофедоровське     | 4               |
| Аючевська сільська рада             | 33,93      | 706                    | 728                    | 617                    | Аючево              | 3               |
| Буріказгановська сільська рада      | 106,27     | 2197                   | 2130                   | 1905                   | Буріказганово       | 4               |
| Казадаєвська сільська рада          | 87,87      | 1666                   | 1718                   | 1752                   | Нове Барятіно       | 8               |
| Константиноградовська сільська рада | 97,48      | 695                    | 695                    | 645                    | Константиноградовка | 3               |
| Красноярська сільська рада          | 70,91      | 1453                   | 1567                   | 1509                   | Новий Краснояр      | 7               |
| Куганацька сільська рада            | 117,85     | 3466                   | 3243                   | 3160                   | Великий Куганак     | 5               |
| Максимовська сільська рада          | 99,65      | 1108                   | 1004                   | 871                    | Максимовка          | 7               |
| Наумовська сільська рада            | 157,62     | 4723                   | 4953                   | 5297                   | Наумовка            | 7               |
| Ніколаєвська сільська рада          | 107,55     | 1336                   | 1318                   | 1222                   | Ніколаєвка          | 3               |
| Октябрська сільська рада            | 223,50     | 2311                   | 2279                   | 1998                   | Октябрське          | 6               |
| Отрадовська сільська рада           | 66,59      | 3183                   | 5585                   | 10731                  | Нова Отрадовка      | 5               |
| Первомайська сільська рада          | 294,13     | 2901                   | 2725                   | 2358                   | Первомайське        | 12              |
| Підлісненська сільська рада         | 147,59     | 1949                   | 1956                   | 1865                   | Підлісне            | 12              |
| Рощинська сільська рада             | 2,10       | 1757                   | 1957                   | 1985                   | Рощинський          | 1               |
| Рязановська сільська рада           | 116,73     | 981                    | 1119                   | 1014                   | Рязановка           | 6               |
| Тюрюшлинська сільська рада          | 166,80     | 1615                   | 1502                   | 1362                   | Тюрюшля             | 3               |
| Услинська сільська рада             | 146,41     | 2193                   | 2195                   | 1961                   | Верхні Усли         | 12              |

## Найбільші населені пункти
| №  | Населений пункт | Населення, осіб (2002) | Населення, осіб (2010) |
| -- | --------------- | ---------------------- | ---------------------- |
| 1  | Наумовка        | 2 867                  | 2 935                  |
| 2  | Великий Куганак | 2 574                  | 2 368                  |
| 3  | Загородний      | 1 670                  | 2 188                  |
| 4  | Рощинський      | 1 757                  | 1 957                  |
| 5  | Маріїнський     | 361                    | 1 896                  |
| 6  | Нова Отрадовка  | 916                    | 1 242                  |
| 7  | Більське        | 1 071                  | 1 144                  |
| 8  | Октябрське      | 1 000                  | 977                    |
| 9  | Первомайське    | 977                    | 918                    |
| 10 | Тюрюшля         | 967                    | 917                    |